# Cienfuegosia integrifolia
Cienfuegosia integrifolia là một loài thực vật có hoa trong họ Cẩm quỳ. Loài này được (Chodat & Hassl.) Fryxell mô tả khoa học đầu tiên năm 1969.